# Nana (Album)
Nana ist das selbstbetitelte Debütalbum des deutsch-ghanaischen Rappers Nana. Es wurde am 19. Mai 1997 über das Label Motor Music veröffentlicht.

## Produktion
Bei dem Album fungierten die Musikproduzenten Bülent Aris und Toni Cottura als Executive Producers. Zudem wirkten Rollocks und Jan van der Toorn als Co-Produzenten mit.

## Covergestaltung
Das Albumcover ist schlicht gehalten und zeigt Nanas Logo – ein silbernes N, das von einem Sechseck umgeben ist – auf schwarzem Hintergrund. Am oberen Bildrand befindet sich der silberne Schriftzug Nana.

## Gastbeiträge
Außer auf dem Intro sind auf jedem Lied des Albums neben Nana weitere Künstler vertreten. So hat der niederländische Sänger Jan van der Toorn vier Gastauftritte in den Songs Darkman, My Peeps, Lonely und Darkman Reamaks, während die deutsch-brasilianische Sängerin Alex Prince auf One Second, Lonely und He’s Comin’ zu hören ist. Das R&B-Duo Jonestown unterstützt Nana auf Why?, und das Stück Let It Rain ist eine Kollaboration mit der Sängerin Mariah. Auf Lonely arbeitet Nana außerdem mit der Sängerin Mazaya zusammen, die ebenfalls einen Gastbeitrag auf 1, 2, 3 Are U Ready? hat. Der niederländische Rapper Pappa Bear ist auf Darkman Reamaks vertreten, während T.C., Ski und Necatin auf He’s Comin’ zu hören sind. Des Weiteren ist das Lied Mission (Booya) eine Zusammenarbeit mit der gesamten Booya Family, zu der unter anderem Daisy Dee, Eric IQ Gray, Toni Cottura, Jan van der Toorn, Pappa Bear, Alex Prince, Mazaya und Ski zählten.

## Titelliste
| #  | Titel                | Gastmusiker                            | Länge |
| -- | -------------------- | -------------------------------------- | ----- |
| 1  | Intro                |                                        | 1:05  |
| 2  | One Second           | Alex Prince                            | 5:42  |
| 3  | Darkman              | Jan van der Toorn                      | 6:00  |
| 4  | Why?                 | Jonestown                              | 5:41  |
| 5  | My Peeps             | Jan van der Toorn                      | 4:51  |
| 6  | Lonely               | Alex Prince, Jan van der Toorn, Mazaya | 6:21  |
| 7  | He’s Comin’          | T.C., Ski, Alex Prince, Necatin        | 6:20  |
| 8  | Darkman Reamaks      | Pappa Bear, Jan van der Toorn          | 5:09  |
| 9  | Let It Rain          | Mariah                                 | 3:55  |
| 10 | 1, 2, 3 Are U Ready? | Mazaya                                 | 4:08  |
| 11 | Mission (Booya)      | Booya Family                           | 11:36 |

## Chartplatzierungen und Singles
Nana stieg am 2. Juni 1997 auf Platz 6 in die deutschen Albumcharts ein und erreichte vier Wochen später mit Rang 4 die Höchstposition. Insgesamt konnte sich das Album 45 Wochen in den Top 100 halten. In der Schweiz belegte es Platz 6 und in Österreich Position 22.
| ChartsChartplatzierungen | Höchstplatzierung | Wochen |
| ------------------------ | ----------------- | ------ |
| Deutschland (GfK)        | 4 (45 Wo.)        | 45     |
| Österreich (Ö3)          | 22 (16 Wo.)       | 16     |
| Schweiz (IFPI)           | 6 (39 Wo.)        | 39     |

| ChartsJahrescharts (1997) | Platzierung |
| ------------------------- | ----------- |
| Deutschland (GfK)         | 25          |
| Schweiz (IFPI)            | 9           |

Die erste Single Darkman wurde bereits Ende 1996 veröffentlicht und erreichte Platz 9 der deutschen Charts. Besonders erfolgreich war die zweite Auskopplung Lonely, die ein Nummer-eins-Hit in Deutschland und der Schweiz wurde, während sie in Österreich Rang 2 belegte. Anschließend erschienen noch die Singles Let It Rain (DE #12) und He’s Comin’ (DE #4). Zu allen Auskopplungen wurden auch Musikvideos gedreht.

## Auszeichnungen für Musikverkäufe
Das Album erhielt noch im Erscheinungsjahr in Deutschland für über 250.000 Verkäufe und in der Schweiz für mehr als 25.000 verkaufte Einheiten jeweils eine Goldene Schallplatte. Für sein Debütalbum gewann Nana bei der Echoverleihung 1998 die Preise in den Kategorien Künstler des Jahres national und Nationaler Newcomer des Jahres.
Die Single Lonely wurde für über 500.000 verkaufte Exemplare in Deutschland 1997 mit einer Platin-Schallplatte ausgezeichnet und gehört damit zu den meistverkauften Rapsongs in Deutschland. Zudem erhielt die Auskopplung He’s Comin’ für mehr als 250.000 Verkäufe in Deutschland eine Goldene Schallplatte.
| Land/Region        | Auszeichnungen für Musikverkäufe (Land/Region, Auszeichnung, Verkäufe) | Verkäufe |
| ------------------ | ---------------------------------------------------------------------- | -------- |
| Deutschland (BVMI) | Gold                                                                   | 250.000  |
| Polen (ZPAV)       | Platin                                                                 | 100.000  |
| Schweiz (IFPI)     | Gold                                                                   | 25.000   |
| Insgesamt          | 2× Gold · 1× Platin ·                                                  | 375.000  |